# 제4군 (미국)
미국 제4군(Fourth United States Army)은 미국 육군의 야전군이다. 표어는 "Leadership And Integrity". 이 부대는 전투 기록이 없다. 제2차 세계 대전 동안 다른 야전군이 여러 전선에 배치되었을 때, 제4군은 전술부대를 전투에서 효율적으로 싸울 수 있게 훈련하고 서부 해안 방어에 대응하기 위해 미국 본토에 남았다.

## 역사
1922년 "제4군(Fourth Army)"으로서 뉴욕주 뉴욕에서 예비대로 조직되었다. 1932년 8월 9일에 예비대에서 물러나 정규군에 할당된 후 해산하였다. 1933년 10월 1일 캘리포니아주 프레지디오 오브 샌프란시스코에 본부를 두고 재소집되었다. 1957년 1월 1일 "미국 제4군"으로 개명되었다.
1960년대에는 제4군은 베트남 전쟁에서의 보병 전투를 위해 루이지애나주 포트 폴크의 보병학교에서 베트남 환경을 훈련소"타이거랜드(Tigerland)"를 운영하며 새로 징집된 신병들을 훈련하였다. 전쟁에서 손떼기 시작하여 1971년 6월 30일에 포트 샘 휴스턴에서 제5군에 병합되어 부대가 해산하였다.
다시 소집되어 1984년 10월 1일부터 1991년 9월 30일까지 일리노이주 포트 셰리던에 주둔하였다.

## 역대 사령관
| 사진 | 성명                         | 취임년도 | 이임년도 |
| ---- | ---------------------------- | -------- | -------- |
|      | 조지 S. 시몬드스             | 1936년   | 1938년   |
|      | 알버트 제스 보위, Sr.        | 1938년   | 1939년   |
|      | 존 L. 드윗                   | 1939년   | 1943년   |
|      | 윌리엄 후드 심프슨           | 1943년   | 1944년   |
|      | 존 P. 루카스                 | 1944년   | 1945년   |
|      | 알렉산더 패치                | 1945년   | 1945년   |
|      | 조나단 메이휴 웨인라이트 4세 | 1946년   | 1947년   |
|      | 윌리엄 M. 호지               | 1952년   | 1953년   |
|      | 레로이 루테스                | 1949년   | 1952년   |
|      | 새무엘 탱커슬리 윌리엄       | 1955년   |          |
|      | 도널드 프렌티스 부스         | 1961년   | 1962년   |
|      | 조지 게발라스 3세            | 19??년   | 1969년   |
|      | 중장 조지 G. 오'코너         | 1971년   |          |
|      | 대령 프레몬트 C 피어스필드   | 1978년   | 1980?년  |
|      | 제임스 R. 홀                 | 1989년   | 1991년   |

## 기록

### 계보
- 1932년 8월 9일, Headquarters and Headquarters Company, Fourth Army
정규군에 배정
→제4군, 본부 및 본부중대
- 1957년 1월 1일, Headquarters and Headquarters Company, Fourth United States Army
→미국 제4군, 본부 및 본부중대

### 소속
1. 서부방위사령부; 1941년
2. 미국 육군 지상군; 1946년
3. 미국 육군 야전군; 1948년
4. 대륙육군사령부; 1955년
5. 미국 육군 전력사령부; 1984년

## 참고
- John B. Wilson (1999년 2월 26일).  Jeffrey J. Clarke, 편집. “ARMIES, CORPS, DIVISIONS, AND SEPARATE BRIGADES” (PDF). Army Lineage Series (영어). 워싱턴 D.C: 미국 육군 역사관: 19-20. ISBN 0160499941.
- Jack B., Beardwood (1946). 《History of the Fourth Army》 (PDF) (영어). 워싱턴 D.C.: Historical Section, Army Ground Forces.